# Eupithecia busambraria
Eupithecia busambraria là một loài bướm đêm trong họ Geometridae.